# MP Возничего
MP Возничего (лат. MP Aurigae) — двойная затменная переменная звезда типа Алголя (EA) в созвездии Возничего на расстоянии приблизительно 5493 световых лет (около 1684 парсеков) от Солнца. Видимая звёздная величина звезды — от +16,2m до +14,8m. Орбитальный период — около 2,0607 суток.

## Характеристики
Первый компонент — жёлто-оранжевая звезда спектрального класса K-G. Радиус — около 3,33 солнечных, светимость — около 6,26 солнечных. Эффективная температура — около 5000 К.